# Överste Jorgen
Överste Boris Jorgen (fr. Boris (colonel)), är en tecknad seriefigur i böckerna om Tintin. Första gången han dyker upp är det under namnet Boris i Kung Ottokars spira där han är en mycket nära medarbetare till kungen i Syldavien. Han visar sig efter ett tag istället vara både en skurk och en landsförrädare som både tänker förråda sitt land och sin kung. Tintin avslöjar honom för detta. 
Han dyker sedan upp under namnet Jorgen i Månen tur och retur (del 1) och Månen tur och retur (del 2). I Månen tur och retur (del 2) gömmer han sig ombord på raketen och vid rätt tillfälle kapar han raketen. Frank Wolff som jobbar med Professor Kalkyl på rymdbasen visar sig vara inblandad i kapningen av raketen. Tintin som känner Jorgen sen tidigare under namnet Boris räddar Wolff från att bli skjuten men Jorgen vill tillbaka till jorden. Kaos utbryter på raketen, vilket slutar med att Jorgen blir oavsiktligt skjuten och dör.

## Alternativt namn
I de äldre svenska översättningarna heter han major Jorgen. Detta var en felaktig svensk översättning då han i de franskspråkiga originalupplagorna har graden överste (colonel). De nyaste svenska översättningarna har korrigerat detta.